# Besuch von der alten Enterprise
Besuch von der alten Enterprise (Originaltitel: Relics) ist die vierte Folge der sechsten Staffel der US-amerikanischen Science-Fiction-Fernsehserie Raumschiff Enterprise – Das nächste Jahrhundert. Sie wurde in den Vereinigten Staaten über Syndication vermarktet und erstmals am 12. Oktober 1992 auf verschiedenen Fernsehsendern ausgestrahlt. In Deutschland war sie zum ersten Mal am 20. Mai 1994 in einer synchronisierten Fassung auf Sat.1 zu sehen.

## Handlung
Im Jahr 2369 bei Sternzeit 46125.3 empfängt die Enterprise einen Notruf von dem seit 75 Jahren vermissten Raumschiff USS Jenolan. Es ist auf einem riesigen kugelförmigen Objekt mit einem Durchmesser von 200 Millionen Kilometern abgestürzt, das Captain Picard als eine Dyson-Sphäre identifiziert, also eine künstliche Struktur, die die komplette habitable Zone eines Sterns umspannt und es ermöglicht, seine gesamte Energie zu nutzen. Ein Außenteam beamt hinüber, um das Schiff zu inspizieren. Chefingenieur La Forge stellt fest, dass Energie in das Transportersystem umgeleitet wurde und der Diagnosemodus des Systems sich in einer Dauerschleife befindet. Die Absicht dahinter war offenbar, jemanden für längere Zeit im Musterpuffer des Transporters zu speichern. La Forge gelingt es, die Person wieder zu materialisieren: Es handelt sich um Captain Montgomery Scott, den Chefingenieur zweier früherer Schiffe namens Enterprise.
Scott versucht sofort, seinen Kameraden Matt Franklin zu retten, der sich ebenfalls im Puffer befindet, doch dessen Muster hat sich bereits zu stark abgebaut. Als Scott erfährt, dass La Forge von der Enterprise kommt, glaubt er zuerst, sein alter Kommandant James T. Kirk hätte sich auf die Suche nach ihm gemacht, bevor er realisiert, dass er 75 Jahre im Musterpuffer verbracht hat. Er erklärt, dass er ein Passagier auf der Jenolan war, die ihn eigentlich zu seinem Altersruhesitz auf der Norpin-Kolonie bringen sollte. Als das Schiff unerwartet auf die Dyson-Sphäre traf, entschloss sich der Captain, sie zu erforschen. Durch einen Antriebsschaden kam es zum Absturz, den nur Scott und Franklin überlebten.
Scotts Verletzungen werden behandelt und ihm wird ein Quartier zugewiesen. Er ist von dessen Größe beeindruckt, zugleich aber auch verärgert über den Fähnrich, der ihn begleitet und kein Interesse an seinen Geschichten aus vergangenen Zeiten zeigt. Scott beschließt, sich nützlich zu machen und sucht den Maschinenraum auf. Er muss jedoch feststellen, dass sich die Technik inzwischen erheblich weiterentwickelt halt und dass er auf Fehler hinweist, die in Wirklichkeit keine sind. Als er schließlich La Forge einen Rat im Umgang mit Captains geben will, wird der ziemlich unwirsch und gibt Scott deutlich zu verstehen, dass er ihn bei der Arbeit stört.
Scott will seinen Ärger über diesen Vorfall in Alkohol ertränken und bestellt in der Bar „Zehn Vorne“ einen Scotch. Er findet ihn aber ungenießbar, da anstelle von Alkohol mittlerweile der Ersatzstoff Synthehol verwendet wird. Der zweite Offizier Data findet aber noch ein nicht genauer identifizierbares grünes Getränk mit echtem Alkohol, das Anklang bei Scott findet. Nach einigen Gläsern begibt sich Scott zu einem Holodeck und lässt sich dort die Brücke seines alten Raumschiffs USS Enterprise NCC-1701 nachbilden. Hier schwelgt er einige Zeit in Erinnerungen und bekommt dann Gesellschaft von Picard. Sie unterhalten sich über ihre Liebe zu ihren früheren Raumschiffen. Picard bietet Scott an, die Neuerungen der Raumfahrttechnik zu studieren. Scott findet aber, er sei dafür zu alt und er klammere sich an vergangene Zeiten. Er gelangt zu der Einsicht, dass er abtreten und das Feld jüngeren Leuten überlassen solle.
Am nächsten Tag ergibt sich jedoch für Scott noch eine Möglichkeit, seine Fähigkeiten unter Beweis zu stellen. La Forge möchte die Aufzeichnungen der Jenolan überspielen, doch er hat Schwierigkeiten damit, da ihr Computerkern zu stark beschädigt ist. Da Scott mit den alten Systemen besser vertraut ist, soll er auf Wunsch von Picard gemeinsam mit La Forge noch einmal auf die Jenolan beamen, um die Daten wieder lesbar zu machen. Nicht sehr weit von der Absturzstelle entfernt entdeckt die Enterprise eine Kommunikationsphalanx. Nachdem Scott und La Forge auf die Jenolan transportiert wurden, lässt Picard einen Kurs auf die Phalanx setzen, um sie genauer zu erforschen. Er lässt über Funk eine Nachricht senden, was dazu führt, dass sich unerwartet ein Tor auf der Oberfläche der Sphäre öffnet. Die Enterprise wird von Traktorstrahlen erfasst und hineingezogen. Da die Schiffssysteme mit denen der Sphäre inkompatibel sind, wird durch die Traktorstrahlen der Antrieb lahmgelegt. Im Inneren der Sphäre fliegt die Enterprise steuerlos auf den Stern zu. Es gelingt schließlich, in eine Umlaufbahn einzuschwenken. Data stellt allerdings fest, dass der Stern instabil ist, weshalb die Bewohner der Dyson-Sphäre ihre Heimat offenbar verlassen haben. Auch die Enterprise wird seinen Plasmaeruptionen nicht lange standhalten können.
Auf der Jenolan ist Scott zunächst frustriert über den schlechten Zustand der alten Technik. Erst nach einigen aufmunternden Worten von La Forge findet er doch noch einen Weg, um die Aufzeichnungen auszulesen. Als dies erledigt ist, bemerken die beiden, dass der Kontakt zur Enterprise abgerissen ist. Sie sind sich bald sicher, dass sie sich im Inneren der Sphäre befindet, und suchen nach einem Weg, ihr zu Hilfe zu kommen. Durch einige unkonventionelle Ideen gelingt es ihnen, den Antrieb des Schiffs notdürftig zusammenzuflicken. Tatsächlich bringen sie das Schiff zum Abheben. Sie können die Spur der Enterprise bis zu dem inzwischen wieder verschlossenen Tor verfolgen und verstehen nun, dass die vermeintliche Kommunikationsphalanx eigentlich ein Zugriffsterminal ist, das durch bestimmte Frequenzen aktiviert wird und einen Traktorstrahl erzeugt. Scott erinnert sich, dass auch die Jenolan vor ihrem Absturz eine Grußbotschaft gesendet hat. Offenbar haben die Traktorstrahlen der Sphäre den Absturz verursacht. Er hat einen gewagten Plan: Die Jenolan soll einen Funkkanal öffnen, sich dabei aber außerhalb der Reichweite der Traktorstrahlen aufhalten. Sobald das Tor sich öffnet, soll sie hineinfliegen und mit ihren Schutzschilden verhindern, dass es sich wieder schließt. Dies soll der Enterprise einige Minuten Zeit geben, um zu entkommen.
Scotts Plan funktioniert, doch die Schilde werden extrem beansprucht und werden nicht lange halten. Auf der Enterprise wurde der Antrieb teilweise wieder repariert und sie steuert auf die Öffnung zu. Um hindurchzupassen, muss sie die Jenolan zerstören. Picard lässt Scott und La Forge an Bord beamen und nur Sekunden später werden Photonentorpedos abgefeuert, die die Jenolan zerstören. Die Enterprise kann durch die schmale Lücke fliegen und aus der Sphäre entkommen.
Etwas später wird es Zeit, Scott zu verabschieden. Die Führungsoffiziere sagen ihm Lebewohl und überlassen ihm als Entschädigung für die zerstörte Jenolan ein Shuttle. Durch das gerade erfolgreich bestandene Abenteuer ist Scott klargeworden, dass er immer noch nützlich sein kann. Er beschließt daher, vorerst weiter aktiv zu bleiben und seine Reise zur Norpin-Kolonie noch eine Weile zu verschieben.

## Besonderheiten

### Verbindungen zu anderen Star-Trek-Produktionen
Besuch von der alten Enterprise enthält Verweise auf mehrere frühere Star-Trek-Folgen:
- Scotty erwähnt verschiedene Ereignisse, die in den Folgen Implosion in der Spirale, Der Wolf im Schafspelz und  Brautschiff Enterprise der Originalserie Raumschiff Enterprise gezeigt wurden.
- Dass Data ein alkoholisches Getränk nicht korrekt identifizieren kann und nur feststellt, dass es grün ist, ist eine Anspielung auf die Folge Stein und Staub von Raumschiff Enterprise, in der Scotty das gleiche Problem hat.
- La Forge erwähnt Geschehnisse aus Folge 4.16 (Die Begegnung im Weltraum) von Raumschiff Enterprise – Das nächste Jahrhundert.

Einige Elemente aus dieser Folge wurden in späteren Star-Trek-Produktionen wieder aufgegriffen:
- Das Verschwinden der Jenolan wird in der Doppelfolge 3.09–3.10 (Terra Firma) von Star Trek: Discovery aus dem Jahr 2020 in einem Zeitungsartikel erwähnt.
- Scotty weist La Forge mit den Worten zurecht, er habe schon Raumschiffe geflogen, als sein Urgroßvater noch seine Windeln nass gemacht hat. Im Spielfilm Star Trek: Treffen der Generationen von 1994 verwendet James T. Kirk gegenüber Picard ganz ähnliche Worte.

Scotts Annahme, Kirk hätte persönlich die Enterprise ausgemottet, um nach ihm zu suchen, steht im Widerspruch zum später produzierten Spielfilm Star Trek: Treffen der Generationen, in dem er Zeuge wird, wie Kirk durch den „Nexus“ scheinbar getötet wird. Der Widerspruch ist teilweise dadurch erklärbar, dass in dem Film an seiner Stelle eigentlich Leonard Nimoy als Spock auftreten sollte. Nimoy hatte aber keine Lust zu einem weiteren Auftritt und wurde kurzfristig durch Doohan als Scotty ersetzt.

### Besonderheiten der deutschen Synchronfassung
In der deutschen Synchronfassung wird Scotts Gefährte, der mit ihm im Transporter gespeichert war, „Kamerad Franklin“ genannt. Tatsächlich heißt er im Original Matt Franklin. Da James Doohan als Scott aber einen starken schottischen Akzent sprach, klang der Vorname eher wie „Mate“, was irrtümlich mit „Kamerad“ übersetzt wurde.

## Produktion

### Drehbuch
Die Idee zu einer Geschichte um eine Person, die für mehrere Jahrzehnte in einem Transporterpuffer gefangen ist, wurde erstmals von dem freiberuflichen Autor Michael Rupert vorgeschlagen, aber zunächst vom Produktionsteam verworfen. Ronald D. Moore griff die Idee wieder auf und Michael Piller machte den Vorschlag, dass auf diese Weise eine Figur aus der Originalserie Raumschiff Enterprise zurückgebracht werden könnte. Dr. McCoy und Spock waren bereits in früheren Folgen von Raumschiff Enterprise – Das nächste Jahrhundert gezeigt worden. Von den anderen fünf Hauptdarstellern der Originalserie erschien Scott als die beste Wahl, da er neben Kirk die am besten ausgearbeitete Figur war und es sich um eine techniklastige Folge handeln sollte, zu der er und seine Ingenieurskünste am besten passten. Auch die Idee der Dyson-Sphäre wurde im Autorenstab schon längere Zeit besprochen, doch erst mit der Produktion von Besuch von der alten Enterprise ergab sich die Gelegenheit, die Sphäre in einer Geschichte unterzubringen.

### Regie
Dies war die erste Regiearbeit von Alexander Singer im Star-Trek-Franchise. Im Laufe seiner Karriere inszenierte er noch fünf weitere Folgen von Raumschiff Enterprise – Das nächste Jahrhundert, sechs von Star Trek: Deep Space Nine und zehn von Star Trek: Raumschiff Voyager.

### Darsteller
Nach einem Cameo-Auftritt von DeForest Kelley als Dr. McCoy im Pilotfilm Der Mächtige / Mission Farpoint und dem Auftritt von Leonard Nimoy als Spock in der Doppelfolge 5.07/08 Wiedervereinigung? nahm hier mit James Doohan zum dritten und letzten Mal ein Hauptdarsteller aus der Originalserie Raumschiff Enterprise seine damalige Rolle in der Nachfolgeserie Raumschiff Enterprise – Das nächste Jahrhundert wieder auf.
Erick Weiss hatte Fähnrich Kane bereits in Folge 5.14 (Mission ohne Gedächtnis) gespielt.

### Kulissen
Für die Szene auf dem Holodeck wurde ein kleiner Teil der Brücke der Enterprise NCC 1701 nachgebaut. Er bestand aus dem Stuhl des Captains, der Navigationskonsole, der Tür des Turbolifts und der rechts angrenzenden Computerstation. Für den Rundumschwenk über die Brücke wurden alte Aufnahmen aus der Folge Falsche Paradiese von Raumschiff Enterprise wiederverwendet. Die Ansicht des Hauptbildschirms stammt aus der Folge Fast unsterblich.

### Modelle und Effekte
Für die Jenolan wurde auf das Modell eines Shuttles zurückgegriffen, das von Bill George und John Goodson für den Spielfilm Star Trek VI: Das unentdeckte Land angefertigt worden war. Es wurde für diese Folge von Greg Jein stark modifiziert.
Für die Nahaufnahmen der Dyson-Sphäre und ihrer Öffnung wurde je ein Modell für die Innen- und die Außenseite angefertigt. Größere Ausschnitte der Innen- und der Außenseite wurden durch Matte Paintings dargestellt. Die Aufnahme der Flucht der Enterprise durch die Öffnung der Sphäre wurde in Folge 2.05 (Der Zeitstrom) von Star Trek: Raumschiff Voyager wiederverwendet, um dort die Flucht eines Runabouts aus dem Raumdock der Erde zu zeigen.

## Adaptionen
Michael Jan Friedman schrieb eine Romanfassung von Besuch von der alten Enterprise, die auf Englisch erstmals 1992 erschien. Die deutsche Übersetzung erschien 1996.
Charles Pellegrino und George Zebrowski veröffentlichten 1999 den Roman Dyson Sphere, der eine Fortsetzung von Besuch von der alten Enterprise darstellt. Eine deutsche Übersetzung liegt nicht vor.

## Rezeption
Terry J. Erdmann und Paula M. Block listen Besuch von der alten Enterprise in ihrem 2008 erschienenen Referenzwerk Star Trek 101 als eine der zehn wichtigsten Folgen der Serie Raumschiff Enterprise – Das nächste Jahrhundert auf.
Keith DeCandido bewertete Besuch von der alten Enterprise 2012 auf tor.com als eine sehr gute Folge von Raumschiff Enterprise – Das nächste Jahrhundert. Er fand, dass der Auftritt von Scotty hier deutlich besser gehandhabt wurde als der von Spock in Wiedervereinigung?. Ihm gefiel die Darstellung von Scottys Problemen, sich an die neue Zeit anzupassen und wie er und La Forge nach und nach lernen, sich einander anzunähern. Die Szene auf dem Holodeck empfand DeCandido als den Höhepunkt der Folge. Dass das interessante Konzept der Dyson-Sphäre nicht ausführlicher behandelt wurde, hielt DeCandido angesichts der gelungenen Geschichte um Scotty und der Nostalgie-Momente für verzeihlich.
Charlie Jane Anders führte Besuch von der alten Enterprise 2014 auf gizmodo.com in einer Liste der 100 besten bis dahin ausgestrahlten Star-Trek-Folgen auf Platz 52.
Ed Gross listete Besuch von der alten Enterprise 2016 auf empireonline.com in einer Aufstellung der 50 besten bis dahin ausgestrahlten Star-Trek-Folgen auf Platz 42.
Aaron Couch und Graeme McMillan	erstellten 2016 anlässlich des 50-jährigen Jubiläums von Star Trek in Zusammenarbeit mit verschiedenen Beteiligten aus dem Franchise für den Hollywood Reporter eine Liste der 100 besten bis dahin ausgestrahlten Folgen. Besuch von der alten Enterprise wurde hierbei auf Platz 62 gewählt.
Aaron Couch und Graeme McMillan erstellten 2016 für den Hollywood Reporter eine Liste der 25 besten Folgen von Raumschiff Enterprise – Das nächste Jahrhundert. Besuch von der alten Enterprise landete dabei auf Platz 17.
Mike Bloom zählte Besuch von der alten Enterprise 2019 auf der Website hollywoodreporter.com als eine der 25 besten Folgen von Raumschiff Enterprise – Das nächste Jahrhundert.

## Parodien und Anspielungen
Im Fanfilm Star Trek: Of Gods And Men von 2007 wird Scottys Verschwinden mit der Jenolan erwähnt.
In der Folge The Holiest Thing der Fanserie Star Trek: New Voyages von 2016 gibt es eine Anspielung auf Scottys Holodeck-Besuch in Besuch auf der alten Enterprise.